# Garnier de Rouen
Pour les articles homonymes, voir Garnier.
Garnier de Rouen ou Warnier de Rouen (en latin médiéval : Guarnerius Rothomagensis ou Warnerius Rothomagensis ; fl. 996-1026) est un poète et satiriste normand vivant sous le règne du duc de Normandie Richard II et faisant partie de l'entourage de Robert le Danois, archevêque de Rouen.

## Pour approfondir